# Tempestades solares em 2024
As tempestades solares de maio de 2024 foram uma série poderosa de tempestades solares, com componentes intensos a extremos de erupções solares e tempestades geomagnéticas, desde 10 de maio de 2024 até 13 de maio de 2024, durante o ciclo solar 25. A tempestade produziu auroras em latitudes muito mais baixas do que o normal nos hemisférios norte e sul.

## Erupções solares e ejeções de massa coronal
Em 8 de maio de 2024, uma região ativa solar, à qual foi atribuído o número de região NOAA 3664, produziu várias erupções solares quase classe X e classe X e lançou várias ejeções de massa coronal (EMC) na direção da Terra. No dia seguinte, a região ativa produziu mais duas explosões de classe X (X2,25 e X1,12) associadas a duas EMCs de halo completo. A região produziu um clarão X3.98 no dia seguinte e, em 11 de maio, produziu um clarão X5.89 com outra EMC de halo completo assimétrica. A região também causou uma tempestade de radiação solar S1 com picos para S2.
A erupção de uma explosão solar adicional de classe X5.4 foi relatada em 11 de maio de 2024 às 01h23 UTC.

## Tempestade geomagnética
Três EMCs de 8 de maio atingiram a Terra em 10 de maio de 2024, causando uma tempestade geomagnética severa a extrema com auroras brilhantes e de longa duração. As auroras poderam ser vistas da Europa em latitudes tão a Sul como Portugal e Espanha  imediatamente após o pôr do sol e até mesmo na Croácia. Na América do Norte, as auroras foram vistas no sul da Flórida e em Zacatecas. No hemisfério sul, as auroras foram vistas na Nova Zelândia, Austrália, Chile e Argentina. O campo magnético interplanetário atingiu 73 nT e o Bz estava fortemente orientado para o sul, atingindo -50 nT, juntamente com uma densidade um tanto alta e uma velocidade elevada do vento solar que atingiu 750-800 km/s. Essa foi a razão para classificar a tempestade como G5, tornando-a a tempestade mais intensa desde as tempestades solares de 2003. Espera-se que várias outras EMCs cheguem em 11 e 12 de maio.

## Comparação com outras tempestades solares
O índice de tempo de tempestade de perturbação é uma medida no contexto do clima espacial. Um valor negativo de Dst significa que o campo magnético da Terra está enfraquecido. Isso ocorre principalmente durante as tempestades solares. A tempestade geomagnética de maio de 1921 teve estimativas de intensidade de Dst = -907±132 nT, enquanto as estimativas para a supertempestade do Evento Carrington de 1859 estão entre -800 nT e -1750 nT.
Atualmente, a maior medição negativa para as tempestades solares de maio de 2024 é de -412 nT.

## Impacto
A tempestade tem afetado negativamente a radiodifusão terrestre e as comunicações de rádio bidirecionais nas bandas HF, VHF e UHF devido a impedir a formação da ionosfera e, assim, interferir na propagação.
A Starlink, uma constelação de satélites de Internet com mais de 6 000 satélites em órbita terrestre baixa, experienciou um serviço degradado devido à intensidade das tempestades solares e estava "sob muita pressão, mas aguentando até agora", de acordo com Elon Musk, o CEO da sua empresa-mãe SpaceX .
Na Nova Zelândia, a Transpower declarou uma emergência na rede e retirou de serviço algumas linhas de transmissão como precaução contra a tempestade.
Nos Estados Unidos, as empresas de telecomunicações AT&T e T-Mobile declararam que estavam preparadas para responder a interrupções nas suas redes, mas previu-se que impactos significativos no serviço móvel eram improváveis porque as redes dependem de frequências diferentes das bandas HF afetadas pela tempestade solar. Embora a Administração Nacional Oceânica e Atmosférica (NOAA) tenha relatado que existiam irregularidades na rede elétrica e degradação no sistema GPS e nas comunicações de rádio de alta frequência, tanto a Agência Federal de Gestão de Emergências (FEMA) como o Departamento de Energia dos Estados Unidos não relataram nenhuns impactos significativos à população.

## Galeria

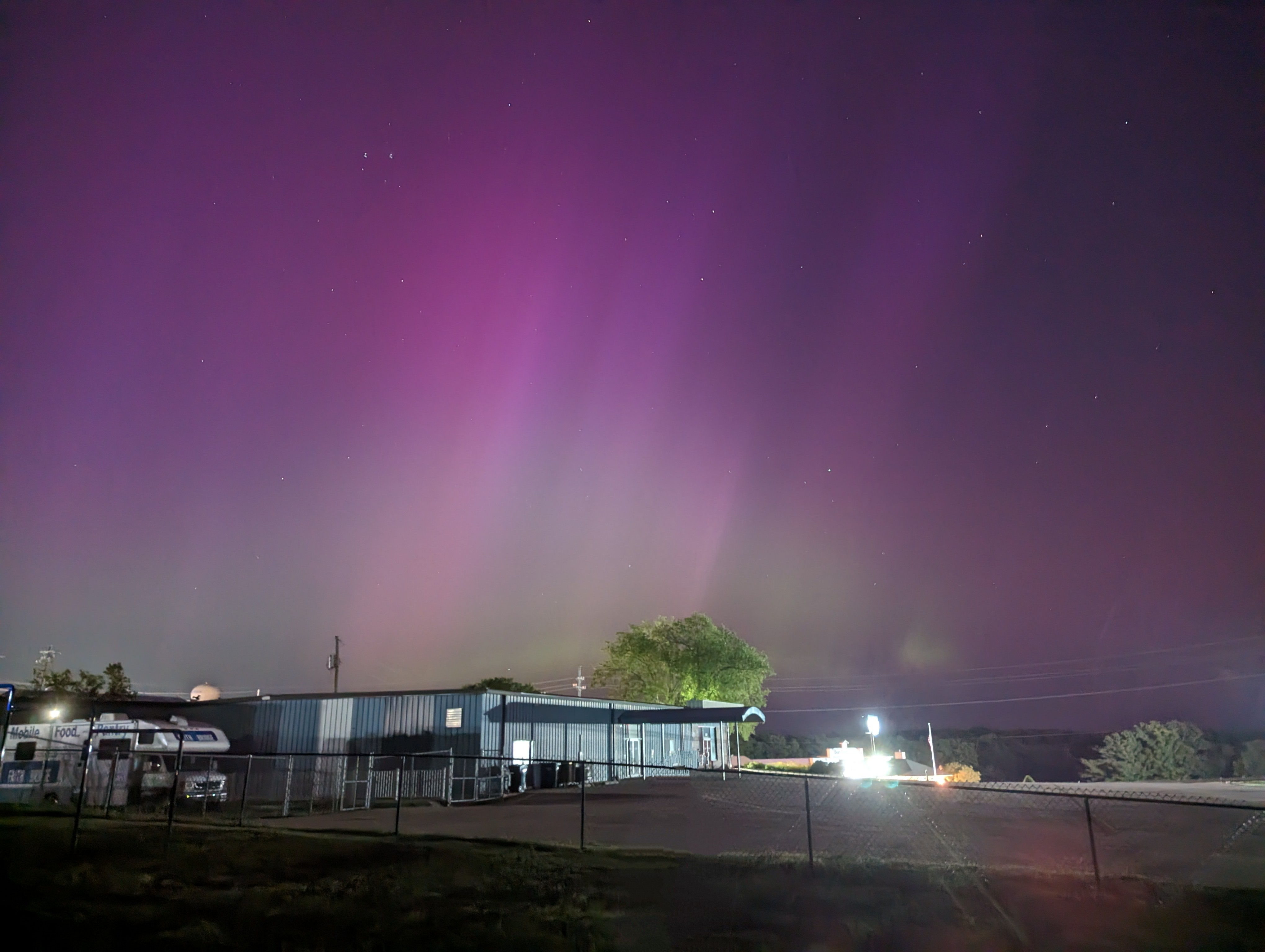
Aurora vista de Osage Beach, Missouri
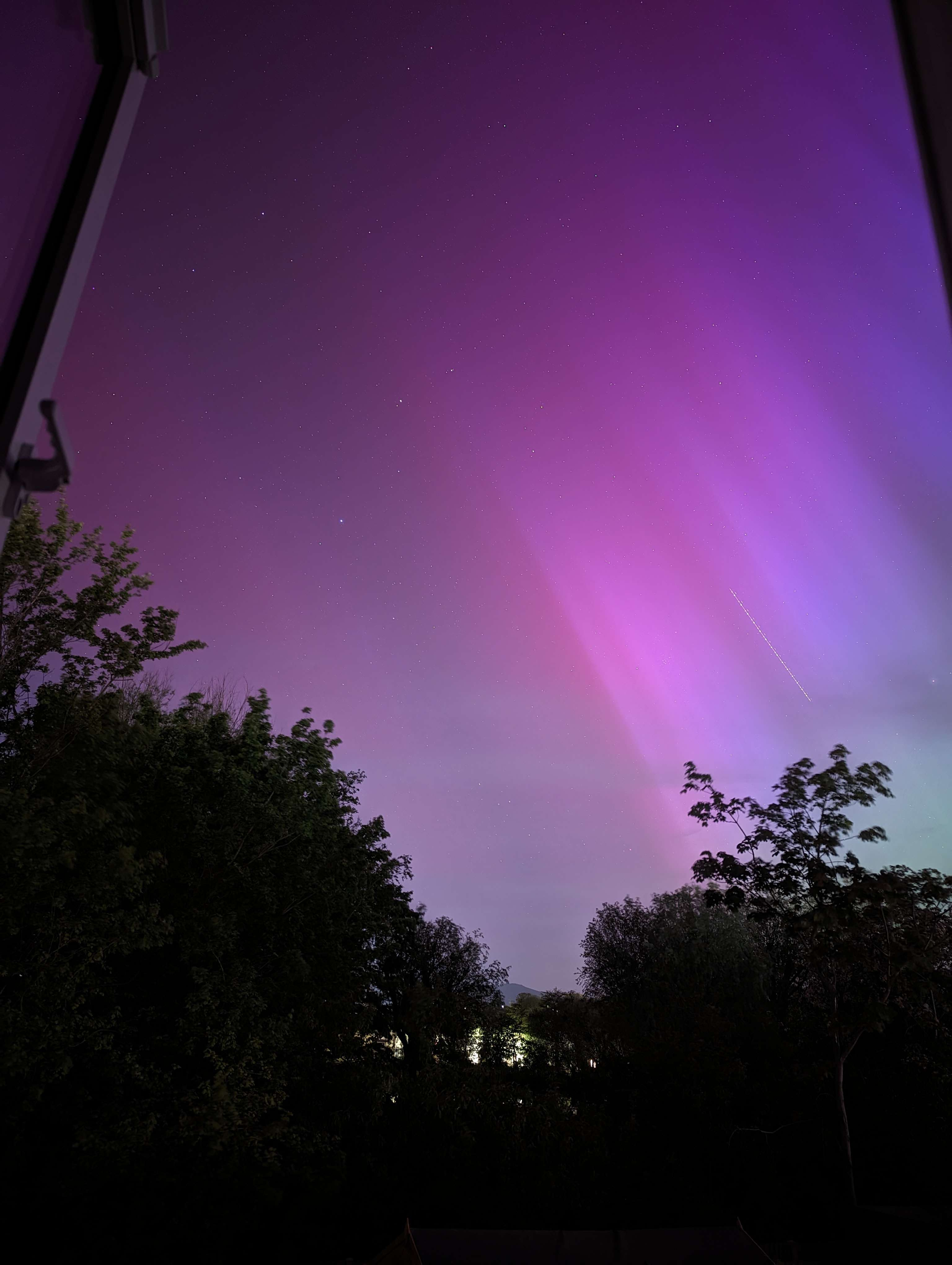
Aurora vista de East Sussex, Reino Unido
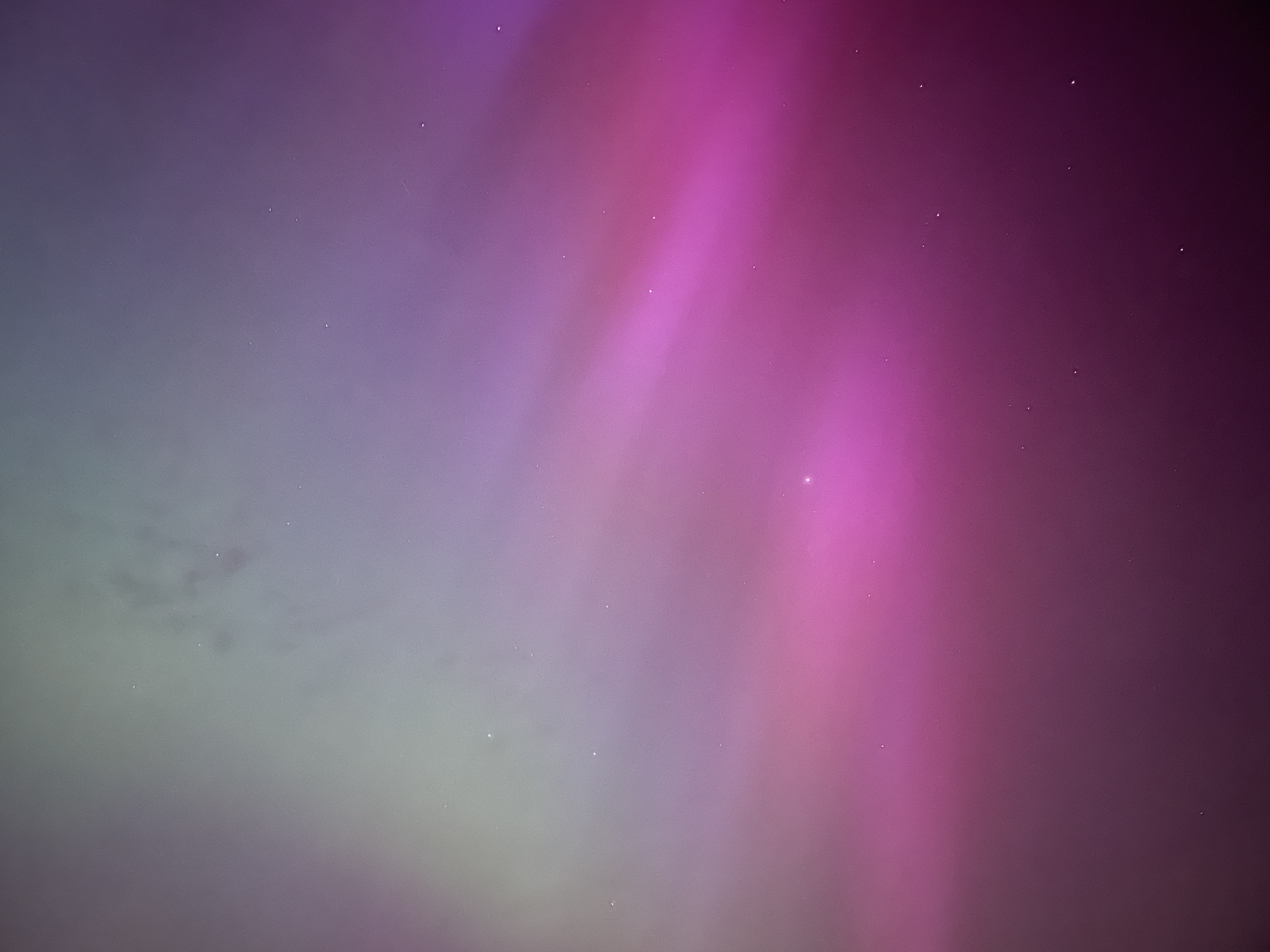
Aurora vista de Okeford Hill, Dorset, Reino Unido
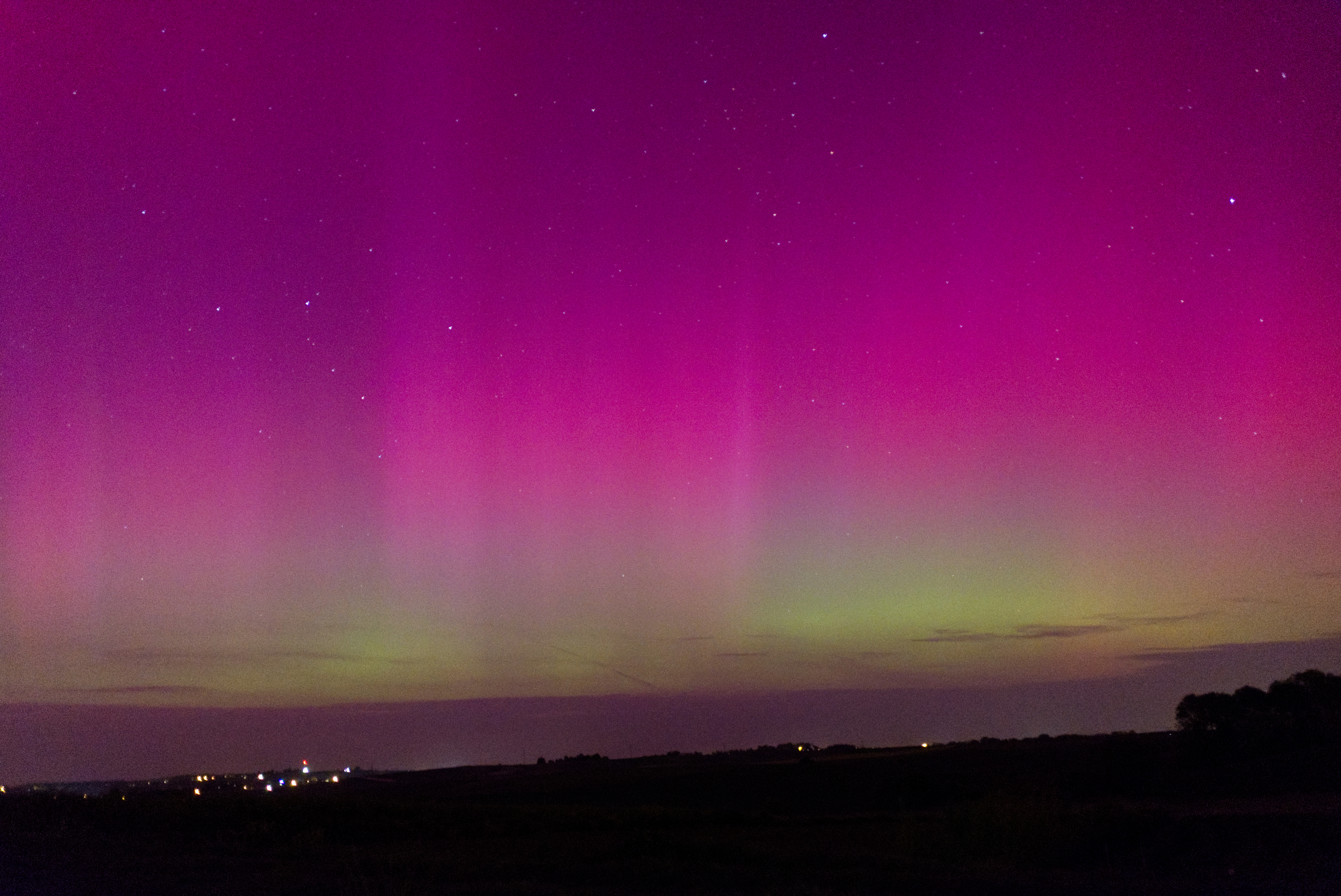
Aurora vista de Cracóvia, Polônia
- Aurora sobre a Alemanha (51°N) em luz visível
- Aurora sobre a Alemanha (51°N) em luz perto do infravermelho

Nota: Os números das legendas indicam a latitude geográfica, e não a latitude magnética.